# Ludwig Nerlinger
Ludwig Nerlinger (* 30. April 1918 in Augsburg; † 29. März 2003 in Wasserburg (Bodensee)) war ein deutscher Druckereibesitzer und Politiker (BP).

## Leben
Nerlinger besuchte die Schule in Göggingen und die Buchdruckerfachschule in Augsburg. Er absolvierte eine Lehre als Buchdrucker und legte die Meisterprüfung ab. 1937 bis 1939 leistete er seinen Militärdienst ab und war anschließend bis Ende des Zweiten Weltkriegs Soldat. Nerlinger gab die Gögginger Zeitung heraus und war Mitinhaber der „Buchdruckerei und Verlag Türk und Nerlinger“ in Göggingen. 1950 wurde er im Wahlkreis Schwaben in den Bayerischen Landtag gewählt. Ab 1952 war er Mitglied des Kreistags des Landkreises Augsburg und stellvertretender Landrat. 1954 wurde Nerlinger erneut in den Landtag gewählt, dem er bis 1962 angehörte. Er war unter anderem Mitglied des Ausschusses für Angelegenheiten der Heimatvertriebenen und Kriegsfolgegeschädigten, des Ausschusses für Sozialpolitische Angelegenheiten und des Ausschusses für Wirtschaft und Verkehr. 1959 nahm er an der 3. Bundesversammlung teil. 
Nerlinger war Mitglied des Vorstands des Vereins der Graphischen Betriebe Bayerns.